# Epos rycerski
Epos rycerski – utwór najczęściej wierszowany, rzadziej tworzony prozą, ukazujący dzieje życia legendarnych, częściowo lub całkiem historycznych rycerzy, na tle wydarzeń przełomowych dla danego narodu. Eposy rycerskie powstawały głównie w średniowieczu i były wtedy najbardziej rozwiniętymi formami poezji dworskiej. Do eposów rycerskich zaliczane są następujące utwory:
- Beowulf, VIII wiek
- Słowo o wyprawie Igora, XII wiek
- Pieśń o Rolandzie, XI wiek
- Pieśń o Nibelungach, XIII wiek
- Pan Gawen i Zielony Rycerz, XIV wiek
- Orland szalony, Ludovico Ariosto, XVI wiek
- Afonso Africano, Vasco Mouzinho de Quevedo, XVII wiek
- Jerozolima wyzwolona, Torquato Tasso, XVI wiek
- Królowa wieszczek, Edmund Spenser, XVI wiek

W schyłkowym okresie pojawiały się utwory satyryczne, naśladujące eposy rycerskie, ale przedstawiające tradycje rycerskie w komicznym świetle. Najbardziej znanym przykładem tego rodzaju utworu jest powstały w XVII wieku Don Kichot Cervantesa. Innym prześmiewczym naśladownictwem eposu rycerskiego jest Hudibras Samuela Butlera.